# Vanessa Bürki
Vanessa Bürki (Grenchen, 1 d'abril de 1986) és una davantera de futbol internacional des de 2004 per Suïssa, amb la qual ha jugat el Mundial 2015. Ha guanyat 2 Lligues i 1 Copa d'Alemanya amb el Bayern.

## Trajectòria
| Temporades      | Club             | Títols                                | Selecció (fases finals) |
| --------------- | ---------------- | ------------------------------------- | --- |
| 02/03 - 05/06 0 | FFC Zuchwil 05 0 |                                       | Eurocopa sub-19 2004 (1a fase) — 1 gol Eurocopa sub-19 2005 (1a fase) — 4 gols Mundial sub-20 2006 (1a fase) — 3 partits, 2 gols |
| 06/07 - act.    | Bayern Múnic     | 2 Lligues, 1 Copa, 1 Copa de la Lliga | Mundial 2015 (vuitens) — 1 partit, 0 gols                                                                                        |